# Emma (tiểu thuyết)
Emma là một tiểu thuyết của nhà văn Jane Austen. được viết trong thời gian 1814-1815 rồi được xuất bản lần đầu tiên vào cuối năm 1815. cùng ba tiểu thuyết trước đó: Sense and Sensibility (1784), Pride and Prejudice (1796-97) và Mansfield Park (1814) khi xuất bản đều không ghi tên tác giả, để là vô danh, vì thành kiến của xã hội đương thời đối với phụ nữ viết văn. Mãi khi nhà văn qua đời, tên thật của bà mới được xuất hiện trên tác phẩm của mình. Hoàng Thái tử Anh quốc (1762-1830, vua Geogre IV của Anh, Ireland và Công quốc Hanover từ năm 1820) rất yêu thích các tác phẩm của Jane Austen đến nỗi ở mỗi dinh thự của ông đều có đẩy đủ một bộ sách của tác giả. Jane Austen đã trân trọng đề tặng truyện Emma cho vị Hoàng Thái tử này. Năm 1816, một nhà phê bình văn học có uy tín khi viết bài đánh giá truyện Emma đã ca ngợi "tác giả không tên" là ngòi bút tuyệt diệu của "tiểu thuyết hiện đại" trong truyền thống mới về hiện thực. 

## Tóm tắt cốt truyện
Nhân vật chính là Emma Woodhouse, một cô gái "xinh xắn, thông minh và giàu có". Mẹ mất sớm, chị gái Isabella lấy chồng, rồi chị quản gia Taylor cũng lấy chồng, Emma ở lại nhà với người cha, và cô cũng nói (nhiều lần) rằng cô sẽ không bao giờ kết hôn. Cô kết bạn với Harriet Smith, một cô gái hiền lành đáng thương, không rõ gốc gác (thực ra đến cuối truyện mới hay Harriet có bố mẹ là người giàu có). Emma quyết tâm cải tạo phong thái và vị thế cho Harriet, và với bản tính thích mối lái, Emma đã làm các trò gán ghép Harrriet với các chàng trai, nhưng rốt cuộc đều "xôi hỏng bỏng không", gây ra nhiều sự trớ trêu cả cho bản thân cô. Câu chuyện kết thúc có hậu với việc cả Harriet và Emma đều tìm thấy hạnh phúc cho mình.